# Peperomia reinwardtiana
Peperomia reinwardtiana är en pepparväxtart som beskrevs av Friedrich Anton Wilhelm Miquel. Peperomia reinwardtiana ingår i släktet peperomior, och familjen pepparväxter. Inga underarter finns listade i Catalogue of Life.